# Championnats du monde de tennis de table 2009
Navigation
Édition précédente Édition suivante
Les championnats du monde de tennis de table 2009 ont lieu à Yokohama au Japon du 28 avril au 5 mai 2009. 
Cinq épreuves de tennis de table figuraient au programme, deux masculines, deux féminines et une mixte.

## Liste desépreuves
- Simple masculin
- Simple féminin
- Double masculin
- Double féminin
- Double mixte

## Résultats
Toutes les médailles d'or et d'argent ont été remportées par les chinois, et seules 3 médailles de bronze leur échappent. Chez les messieurs, après le forfait pour blessure de Timo Boll, le dernier européen est Michael Maze éliminé par Ma Long en quarts de finale.
| Tableau         | Or                 | Argent            | Bronze                                            |
| --------------- | ------------------ | ----------------- | ------------------------------------------------- |
| Simple masculin | Wang Hao           | Wang Liqin        | Ma Lin Ma Long                                    |
| Double masculin | Wang Hao/Chen Qi   | Ma Long/Xu Xin    | Seiya Kishikawa/Jun Mizutani Hao Shuai/Zhang Jike |
| Simple féminin  | Zhang Yining       | Guo Yue           | Liu Shiwen Li Xiaoxia                             |
| Double féminin  | Li Xiaoxia/Guo Yue | Ding Ning/Guo Yan | Kim Kyung-ah/Park Mi-young Tie Yana/Jiang Huajun  |
| Double mixte    | Li Ping/Cao Zhen   | Zhang Jike/Mu Zi  | Hao Shuai/Chang Chenchen Zhang Chao / Yao Yan     |

## Tableau des médailles
| Rang  | Nation       | Or | Argent | Bronze | Total |
| ----- | ------------ | -- | ------ | ------ | ----- |
| 1     | Chine        | 5  | 5      | 7      | 17    |
| 2     | Hong Kong    | 0  | 0      | 1      | 1     |
| 2     | Japon        | 0  | 0      | 1      | 1     |
| 2     | Corée du Sud | 0  | 0      | 1      | 1     |
| Total | Total        | 5  | 5      | 10     | 20    |